# Xylotrechus clavicornis
Xylotrechus clavicornis là một loài bọ cánh cứng trong họ Cerambycidae.